# Clausicella politura
Clausicella politura är en tvåvingeart som först beskrevs av Henry J. Reinhard 1946.  Clausicella politura ingår i släktet Clausicella och familjen parasitflugor. Inga underarter finns listade i Catalogue of Life.